# Nintendo Gamer
Nintendo Gamer fue una revista publicada en el Reino Unido que cubría principalmente las consolas de videojuegos y el software de Nintendo. Fue la publicación sucesora de N64 Magazine, más tarde rebautizada como NGC Magazine (1997–2006) y Super Play (1992–1996), continuando con el estilo único de esas revistas. La publicación se conocía originalmente como NGamer, y el primer número se publicó el 13 de julio de 2006. Desde el número 71 en adelante, lanzado el 5 de enero de 2012, la revista pasó a llamarse Nintendo Gamer y se reformuló significativamente. El 30 de agosto de 2012, se anunció que el número 80 sería el último número de la revista.
Tras su lanzamiento, la revista cubrió las consolas Nintendo DS, GameCube y Game Boy Advance, con cobertura previa al lanzamiento de la Wii. Con el tiempo, se agregó una cobertura completa de Wii y Nintendo 3DS, al igual que informes sobre la próxima Wii U en números posteriores.

## Personal editorial y revisores invitados
Mark Green se desempeñó como editor de los números 1 a 19. Nick Ellis se desempeñó como editor de los números 20 a 47, y el editor adjunto Martin Kitts se desempeñó como editor hasta su regreso. Ellis regresó como editor de los números 54 a 56 y de los números 78 a[cita requerida] el último número 80. Los revisores invitados incluyeron a Wil Overton, Tim Weaver, Alex Dale, Mike Gapper, Richard Stanton, John Walker, Matthew Pellett, Rory Smith, Geraint Evans y Tom Sykes.

## Otros idiomas
Una edición brasileña, NGamer Brasil, fue publicado por Editora Europa de 2007 a 2010. Presentaba vínculos con el NGamer original y se tradujeron algunos artículos de la revista del Reino Unido. Se publicó mensualmente con una extensión de unas 100 páginas.
En octubre de 2007, la versión en español de la revista estuvo disponible en las tiendas. Fue publicado por Editorial Globus. Sin embargo, solo duró 19 números hasta que dejó de publicarse en 2009. La mayor parte de su contenido se tradujo de las ediciones del Reino Unido.
Había otra revista de Nintendo llamada NGamer (ortografía alternativa: [N]Gamer) publicada en los Países Bajos no vinculada a la revista del Reino Unido. Esta revista es anterior a la versión británica, tres años atrás; se publicó de 2003 a 2013.